# Déogratias Nsabimana
Déogratias Nsabimana († 6. April 1994 bei Kigali) war Stabschef der ruandischen Armee.
Déogratias Nsabimana war ein ruandischer Militärangehöriger, zunächst im Range eines Obersts, dann eines Generalmajors. Er war Mitglied des Netzwerks Null, eines Kommunikationsverbandes von Militärs und Politikern, welcher Todesschwadronen befehligte. Im April 1992 wurde Nsabimana zum Stabschef der ruandischen Armee ernannt. In dieser Funktion unterstützte er den Aufbau einer neuen Fallschirmspringereinheit. Als Beweise für eine Kooperation zwischen der ruandischen Armee und der Interahamwe-Miliz auftauchten, äußerte er, dass er von dieser Kooperation keine Kenntnis gehabt habe. Er vertrat gegenüber dem Verteidigungsminister die Auffassung, das Justizministerium hätte sich mit dieser Angelegenheit zu befassen. Nsabimana legte zudem einen Plan vor, den Hutu-Extremisten Ferdinand Nahimana ein Geschichtsunterrichtsprogramm für die ruandische Armee ausarbeiten zu lassen. Der Unterricht sollte sich mit den Vergehen der früheren Tutsi-Herrscher befassen. Im Dezember 1993 wurden im Zuge des Arusha-Abkommens, das einen Friedensschluss mit der Rebellenbewegung Ruandische Patriotische Front (RPF) vorsah, 600 Soldaten der RPF nach Kigali verlegt. Nsabimana lehnte diesen Vorgang ab. Im folgenden Jahr soll sich Nsabimana an der Anlegung von Waffenlagern für die Interahamwe beteiligt haben. Laut einem Zeugen besprach Nsabimana im März 1994 mit Oberst Gratien Kabiligi Möglichkeiten zum Sieg über die RPF nach Inkrafttreten des Arusha-Friedensabkommens.

## Ermordung
Am 6. April 1994 flog Nsabimana mit Präsident Juvénal Habyarimana zu einem Treffen afrikanischer Staatsoberhäupter in Daressalam. Als Habyarimana mit seiner Begleitung am Abend des 6. April nach Kigali zurückkehrte, wurde sein Flugzeug von zwei Raketen getroffen und stürzte ab. Nsabimana kam bei diesem Absturz ums Leben.
Der spätere ruandische Präsident Paul Kagame äußerte die Vermutung, dass Nsabimana eine Verschwörung gegen Habyarimana vorbereitet habe und dieser ihn deswegen mit nach Daressalam reisen ließ, um ihn unter Beobachtung zu halten.